# Alejandro Duarte
Alejandro Cristoph Duarte Preuss, noto semplicemente come Alejandro Duarte (Monaco di Baviera, 5 aprile 1994), è un calciatore tedesco naturalizzato peruviano, portiere dello Sporting Cristal.

## Carriera
Nato in Germania da genitori peruviani, ha militato nelle giovanili del Bayer Leverkusen prima di trasferirsi al Juan Aurich nel 2012. Ha esordito in prima squadra il 19 agosto 2013 disputando l'incontro del campionato peruviano pareggiato 1-1 contro l'Ayacucho.